# María Luisa Doig
María Luisa Doig (Lima, Provincia de Lima, Perú, 13 de agosto de 1991) es un esgrimista y odontóloga peruana. Ocupa el puesto 46 en el Ranking Mundial de Esgrima.

## Trayectoria
A los dieciséis años, Doig hizo su debut oficial en los Juegos Olímpicos de Verano de 2008 en Pekín, donde compitió en la prueba de florete individual femenino. Perdió el combate de la primera ronda preliminar ante la alemana Katja Wächter, con una puntuación de 4-15.